# Per Michaelsen
Per Michaelsen (født 1942) er en dansk journalist.
Michaelsen blev født i 1942. Efter at være blevet student fra Gammel Hellerup Gymnasium studerede han statskundskab på Aarhus Universitet. I perioden 1967–1968 havde han studieophold i Østberlin.
Michaelsen var tysklandskorrespondent for Information 1970–1974.
I 1979 ansatte Sven Ove Gade ham på Ekstra Bladet hvor han virkede frem til 2003.
Michaelsen var som journalist i 1999 involveret i en sag hvor Ekstra Bladet bragte en række artikler om en person omtalt som en "Stasi-agent". Sagen kom igennem Pressenævnet, Københavns Byret, Østre Landsret og Højesteret.
Michaelsen har skrevet bogen Stasi og Danmark fra 1996, og bogen Ugræs: Danske Stasi kontakter fra 1999. Begge med Mette Herborg.
I april måned 2012 hævdede koldkrigsforskeren Thomas Wegener Friis at have fundet oplysninger om en ukendt agent beskrevet i den østtyske statssikkerhedstjeneste Stasi's arkiver.
Senere i maj 2012 fik Politiken oplysninger om at den unavngivne agent var identisk med Michaelsen.
Han afviste denne beskyldning
og klagede til Pressenævnet over historien. Politiken tabte og måtte i september 2012 skrive at deres alvorlige beskyldning ikke var dokumenteret.
Efterfølgenden krævede han erstatning af Politiken.
Sammen med Mette Herborg modtog Michaelsen i 2000 Venstres frihedspris.
Prisen blev uddelt af Carl Holst og motivationen lød: "I har påvist, hvordan ufrihedens system kunne virke tilforladeligt på naive danskere. At beskrive ufrihedens metoder er at give et bidrag til bevarelse af den personlige og politiske frihed. Det er en frihedspris værd".